# 8 Flavahz
8 Flavahz é uma equipe feminina de dança de Honolulu, Havaí e Los Angeles, Califórnia. São mais conhecidas por serem vice-campeãs da sétima temporada do America's Best Dance Crew, também conhecida como ABDC, que vai ao ar na MTV americana. A equipe consiste em quatro garotas do Havaí: Tiara Healani Rapp, Tamara Kanani Rapp, Camren Reene Bicondova e Summer Lynn Kaanalalani O Kealoha Kamau Waikiki; e quatro garotas de Los Angeles: Kaelynn Nicole Gobert-Harris, Jaira Ann Miller, Angel Gibbs, e Charlize Glass.

## História

### Antes das 8 Flavahz
Antes de formar a equipe com sua formação atual, a equipe era conhecida como Flavahs Crew e consistia de sete garotas do estúdio de dança 24VII no Havaí. A equipe original tinha uma audição para a sexta temporada do ABDC, mas não conseguiram. Mas apesar disso, elas foram incentivadas a tentar a sétima temporada pelo atual juiz do ABDC, D-Trix.

### Formando 8 Flavahz e audição para a sétima temporada do ABDC
Em 2011, após não conseguir entrar para sexta temporada do ABDC, as garotas do Havaí - Tiara, Tamara, Camren e Summer - participaram de uma convenção de dança em Los Angeles, onde se encontraram com as garotas de Los Angeles - Kaelynn, Jaira, Angel, e Charlize. As garotas do Havaí, em seguida, convidaram as garotas de Los Angeles para se juntar a elas e sua equipe para competir no Mundial de Dança Havaí. Sob o nome de Flavahs and Friends, elas competiram no Mundial de Dança Havaí e terminaram em terceiro. Três das quatro garotas do Havaí - Tiara, Tamara, e Summer - estavam competindo nesse mesmo mundial de dança com outro grupo, 24VII Danceforce, e foram coroadas vencedoras. Após terminarem em terceiro no Mundial de Dança Havaí, foi decidido que as quatro garotas do Havaí se juntariam com as quatro garotas de Los Angeles, e foram oficialmente chamadas de 8 Flavahz. Com o grupo recém-formado, elas estavam prontas para tentar mais uma vez o teste para a, dessa vez, sétima temporada do ABDC.

## As Flavahz
| Nome                                            | Cidade                  | Flavah      |
| ----------------------------------------------- | ----------------------- | ----------- |
| Tiara "Ti" Healani Rapp                         | Honolulu, Havaí         | Pomegranate |
| Tamara "Tam" Kanani Rapp                        | Honolulu, Havaí         | Cherry      |
| Kaelynn "KK or KayKay" Nicole Gobert-Harris     | Los Angeles, Califórnia | Tropicana   |
| Jaira "Jay" Ann Miller                          | Los Angeles, Califórnia | Kiwi        |
| Angel Gibbs                                     | Los Angeles, Califórnia | Grape       |
| Camren "Cam Cam" Reene Bicondova                | Honolulu, Havaí         | Blue Razel  |
| Summer Lynn Kaanalalani o Kealoha Kamau Waikiki | Honolulu, Havaí         | Blueberry   |
| Charlize "Char Char" Glass                      | Los Angeles, Califórnia | Zesty Lemon |

## Flavahz no America's Best Dance Crew
| Semana            | Desafio                                                                               | Música | Resultado        |
| ----------------- | ------------------------------------------------------------------------------------- | --- | ---------------- |
| 1: Britney Spears | Nenhum                                                                                | "3" | Salvas           |
| 2: Flo Rida       | Nenhum                                                                                | Não Participaram | Não Participaram |
| 3: Madonna        | Incorporar voguing                                                                    | "Vogue" | Salvas           |
| 4: Drake          | Ficar conectadas em algum ponto                                                       | "Find Your Love" | Salvas           |
| 5: Jennifer Lopez | Incorporar salsa e trompetes                                                          | "Let's Get Loud" | Salvas           |
| 6:Pitbull         | Incorporar Cancan em sua rotina                                                       | "Hey Baby" | Salvas           |
| 7: Rihanna        | Criar um efeito de fogo e apagá-lo em seguida                                         | "Birthday Cake" | Salvas           |
| 8: LMFAO          | Recriar a explosão do grupo como no vídeo, e incorporar "O T-step" e "The SpongeBob". | "Party Rock Anthem" | 2 piores         |
| 9:David Guetta    | Incorporar gliding, gloving e dançar como bonecas                                     | Gloving: "Memories" featuring Kid Cudi Gliding: "Without You" featuring Usher Dançar como bonecas: "Turn Me On" featuring Nicki Minaj | Salvas           |
| 10: Katy Perry    | Nenhum                                                                                | "Last Friday Night (T.G.I.F)" da Katy Perry (com We Are Heroes)                                                                       | Vice-campeãs     |

## Aparições

### Filmes
| Ano  | Título              | Flavah | Papel  |
| ---- | ------------------- | ------ | ------ |
| 2012 | Battlefield América | Camren | Prissy |

### Vídeo Clipes
| Ano  | Título                    | Artista                               | Flavah                    |
| ---- | ------------------------- | ------------------------------------- | ------------------------- |
| 2010 | BLowing Me Kisses         | Soulja Boy                            | Kaelynn                   |
| 2010 | Whip My Hair              | Willow Smith                          | Angel e Charlize          |
| 2010 | Waka Waka                 | Shakira                               | Angel                     |
| 2011 | Mrs. Right                | Mindless Behavior                     | Kaelynn e Jaira           |
| 2011 | Girls Talking Bout        | Mindless Behavior                     | Kaelynn, Jaira e Charlize |
| 2012 | Valentine's Girl          | Mindless Behavior                     | Kaelynn e Jaira           |
| 2012 | Hello                     | Mindless Behavior                     | Kaelynn                   |
| 2012 | Be Mine                   | Bruno Moneroe                         | Tiara                     |
| 2012 | Bad For Me                | Megan e Liz                           | Bad For Me                |
| 2012 | Got Me Good               | Ciara                                 | Todas menos Tiara         |
| 2013 | Can't Stay Away           | IM5 Ft. Bella Thorne                  | Camren                    |
| 2013 | Girls Just Gotta Have Fun | Sophia Grace                          | Charlize                  |
| 2013 | Lolly                     | Maejor Ali ft. Justin Bieber, Juicy J | Charlize                  |

### Televisão
| Ano  | Programa de TV             | Flavah                         | Papel                                      |
| ---- | -------------------------- | ------------------------------ | ------------------------------------------ |
| 2010 | 2010 Video Music Awards    | Angel                          | Dançarina do Justin Bieber                 |
| 2011 | Shake It Up                | Angel e Camren                 | Falsos Highlighters                        |
| 2011 | 2011 Video Music Awards    | Kaelynn, Angel e Charlize      | Britney Spears Tribute                     |
| 2011 | 2011 BET Awards            | Angel e Charlize               | Dançarinas do Kevin Hart                   |
| 2011 | America's Got Talent       | Angel e Charlize               | Dançarinas                                 |
| 2011 | Dancing With The Stars     | Angel                          | Dançarinas                                 |
| 2011 | 2011 Kid's Choice Awards   | Camren                         | Dançarinas                                 |
| 2011 | So You Think You Can Dance | Charlize                       | Dançarina dos Rage Crew                    |
| 2011 | The Voice                  | Charlize e Angel               | Dançarinas de CeeLo Green                  |
| 2012 | The Fresh Beat Band        | Charlize                       | Dançarina                                  |
| 2012 | The Ellen DeGeneres Show   | Charlize, Jaira e Kaelynn      | Dançarinas Dos Mindless Behavior           |
| 2012 | The Ellen DeGeneres Show   | Charlize                       | Convidada Especial                         |
| 2012 | Maury                      | Charlize                       | Dançarina no Maury's Mini Idol             |
| 2012 | America's Best Dance Crew  | Todas                          | Equipa Competidora                         |
| 2012 | Hawaian News Now           | Tamara, Tiara, Camren e Summer | Convidadas                                 |
| 2012 | VH1 Divas                  | Todas Menos a Summer           | Dançarinas da Ciara                        |
| 2013 | Kid's Choice Awards 2013   | Angel e Camren                 | Dançarinas do Pitbull e Christina Aguilera |
| 2013 | Dancing With The Stars     | Angel e Charlize               | Dançarinas                                 |